# Gigantodax bettyae
Gigantodax bettyae är en tvåvingeart som beskrevs av Peter Wolfgang Wygodzinsky 1974. Gigantodax bettyae ingår i släktet Gigantodax och familjen knott.
Artens utbredningsområde är Venezuela. Inga underarter finns listade i Catalogue of Life.